# Ephedra coryi
Ephedra coryi là một loài thực vật hạt trần trong họ Ephedraceae. Loài này được E.L.Reed mô tả khoa học đầu tiên năm 1936.